# تاور لأشباه الموصلات
تاور لأشباه الموصلات هي شركة إسرائيلية أمريكية تصنع دوائر متكاملة باستخدام تقنيات معالجة متخصصة ، بما في ذلك SiGe و BiCMOS و SOI و  مستشعرات الصور المختلطة و RFCMOS و سيموس (CMOS)،, أجهزة استشعار غير تصويرية وإدارة الطاقة (BCD) والذاكرة المستدامة (NVM) بالإضافة إلى إمكانيات MEMS. تمتلك شركة تاور لأشباه الموصلات (Tower Semiconductor) أيضًا 51٪ من TPSCo، وهي مؤسسة مع باناسونيك.